# Odžaci
Odžaci (serbocroata cirílico: Оџаци) es un municipio y villa de Serbia perteneciente al distrito de Bačka del Oeste de la provincia autónoma de Voivodina.
En 2011 su población era de 30 196 habitantes, de los cuales 8795 vivían en la villa y el resto en las 8 pedanías del municipio. La gran mayoría de los habitantes del municipio son serbios (25 077 habitantes), con minorías de magiares (1188 habitantes) y gitanos (1035 habitantes).
Se ubica sobre la carretera 12, a medio camino entre Sombor y Bačka Palanka.

## Pedanías
- Bački Brestovac
- Bački Gračac
- Bogojevo
- Deronje
- Karavukovo
- Lalić
- Ratkovo
- Srpski Miletić